# Cronologia da Idade Moderna
Esta é uma cronologia da Idade Moderna de 1453 a 1789.
- 1453: Tomada de Constantinopla pelos turcos otomanos (29 de maio).
- 1454: Inicia a Guerra dos Treze Anos (4 de fevereiro). O alemão Johannes Gutenberg desenvolve a imprensa.
- 1460: Os navegadores portugueses Diogo Gomes e António da Noli descobrem as ilhas de Cabo Verde (4 de maio).
- 1466: Termina a Guerra dos Treze Anos (19 de outubro).
- 1473: O astrônomo Nicolau Copérnico apresenta sua Teoria Heliocêntrica.
- 1488: O navegador português Bartolomeu Dias contorna o Cabo da Boa Esperança. Grande marco da navegação pelo Atlântico em direção à Ásia.
- 1492: Navegando a serviço da Espanha, o genovês Cristóvão Colombo descobre a América (12 de outubro).
- 1494: Tratado de Tordesilhas. Espanha e Portugal dividem o Novo Mundo entre si (4 de junho).[1]
- 1496: D. Manuel I expulsa os judeus de Portugal (5 de dezembro).
- 1497: O navegador português Vasco da Gama parte para a Índia, atingindo-a em 1498 / O escultor Michelangelo esculpe a obra-prima Pietá.
- 1500: O navegador português, Pedro Álvares Cabral, acha o Brasil oficialmente (22 de abril).
- 1503: Leonardo da Vinci pinta a obra-prima Mona Lisa.
- 1508: O humanista Erasmo de Roterdã escreve o livro Elogio da Loucura.
- 1513: O florentino Maquiavel escreve O Príncipe / O navegador espanhol Balboa atinge o Oceano Pacífico.
- 1516: O inglês Thomas Morus escreve Utopia.
- 1517: Martinho Lutero revolta-se contra a venda de Indulgências. Início da Reforma.
- 1519: O espanhol Hernán Cortés inicia a conquista do México / O navegador português Fernão de Magalhães inicia a primeira viagem de circunavegação pelo mundo.
- 1520: Lutero é excomungado pelo papa Leão X.
- 1534: O parlamento inglês confirma a independência da Igreja Anglicana.
- 1536: O reformador religioso João Calvino publica a obra Instituição da Religião Cristã.
- 1540: O papa aprova a criação da Ordem dos Jesuítas.
- 1541: João Calvino consolida seu poder em Genebra.
- 1542: O papa autoriza a reorganização dos tribunais da Inquisição.
- 1545: Início do Concílio de Trento. A Igreja Católica reage ao avanço do protestantismo / Os conquistadores espanhóis descobrem minas de prata em Potosí (Bolívia).
- 1572: O escritor português Luís Vaz de Camões escreve Os Lusíadas.
- 1580: Portugal e seus domínios são anexados à Espanha. A chamada União Ibérica estende-se até 1640.
- 1582: O calendário gregoriano é promulgado pelo Papa Gregório XIII para substituir o calendário juliano (24 de fevereiro).
- 1584: Fundação de Virgínia, na América do Norte, pelos colonos ingleses.
- 1588: A esquadra inglesa vence a Invencível Armada espanhola.
- 1596: William Shakespeare escreve o grande clássico da literatura romântica, Romeu e Julieta.
- 1605: O espanhol Miguel de Cervantes escreve D. Quixote.
- 1621: Fundação da Companhia Holandesa das Índias Ocidentais (3 de junho).
- 1633: Processado pela Inquisição, Galileu Galilei é obrigado a negar suas teses sobre o movimento da Terra.
- 1642: Inicia a Guerra Civil Inglesa (22 de agosto).
- 1643: O cientista italiano Torricelli inventa o Barómetro de mercúrio.
- 1651: O inglês Oliver Cromwell promulga o Ato de Navegação, com o objetivo de desenvolver a marinha mercante inglesa.
- 1661: Na França, tem início o reinado de Luís XIV, o Rei Sol, que se estende até 1715.
- 1687: O físico Newton formula a Lei da gravidade.
- 1688: Revolução Gloriosa na Inglaterra. Guilherme de Orange assina a Declaração de Direitos.
- 1748: O jurista Montesquieu escreve O Espírito das Leis defendendo a separação funcional dos poderes do Estado em legislativo, executivo e judiciário.
- 1762: O filósofo suíço Rousseau escreve O Contrato Social.
- 1769: James Watt aperfeiçoa a máquina a vapor, iniciando a Revolução Industrial na Inglaterra.
- 1776: A Declaração da Independência dos Estados Unidos da América é aprovada pelas delegações das 13 colônias britânicas no Congresso Continental, em Filadélfia, Pensilvânia, iniciando a Revolução Americana (4 de julho).
- 1780: O cientista Lavoisier formula a teoria da Combustão química.
- 1787: Proclamação da Constituição dos Estados Unidos da América (17 de setembro).
- 1789: Começa a Revolução Francesa (14 de julho).